# Pediobius furvus
Pediobius furvus is een vliesvleugelig insect uit de familie Eulophidae. De wetenschappelijke naam is voor het eerst geldig gepubliceerd in 1928 door Gahan.